# Goethebrunnen (Ilmenau)
Der Goethebrunnen am Hauptweg des Ilmenauer Friedhofes wurde Johann Wolfgang von Goethe zu Ehren 1932, im 100. Jahr nach seinem Tode, eingeweiht. Die künstlerische Ausgestaltung erfolgte durch den Bauhausschüler Wilhelm Löber.

## Beschreibung

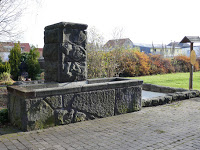
Die Brunnenanlage. Rechts vorn am großen Becken das Schild des Goethewanderweges (vergrößert in separater Darstellung).

Die Brunnenanlage zeigt Goethes Sentenz „Stirb und werde“ auf der Vorderseite des Schöpfbeckens. Darüber erhebt sich eine Stele mit dem ausdrucksstarken, expressiven Relief des in der Goethestadt Ilmenau beheimateten Bildhauers und Keramikers Wilhelm Löber (1903–1981), einem Weimarer bzw. Dornburger Bauhausschüler und Halleschen Meisterschüler von Gerhard Marcks.
Der Künstler schrieb 1960 in einem Brief nach Ilmenau:
„Überwinde bewusst das Vergehende, diene dem Zukünftigen! Füge Dich in das Unabwendbare, beginne das Neue! Bekämpfe das Schlechte, fördere das Gute!
Diese seelischen Vorgänge, die, zwar einer aus dem anderen sich entwickelnd, im Allgemeinen nacheinander wirksam werdend, habe ich im Relief des Brunnens gleichzeitig darzustellen versucht.“
Die zeitliche Abfolge des Dargestellten erstreckt sich von der Mitte zum unteren und dann zum oberen Teil. (Siehe auch die letzte Abbildung im Abschnitt 3.) Die mit ihrem Neugeborenen verstorbene Mutter des mittleren Teils wird im unteren vom Vater zutiefst beklagt. Nach dem „Stirb“ beeindruckt oben dessen „Werde“ durch die Strenge des Kopfes mit betontem Kinn und in die Zukunft gerichtetem Blick. - Die drei bildlichen Darstellungen gehen über die Fugen zwischen den Porphyr-Blöcken hinweg ineinander über, was die inneren Zusammenhänge betont.
Hinter dem Schöpfbecken schließt sich seitlich versetzt ein größeres und flacheres Wasserbecken an. Die gesamte Anlage wurde aus einheimischem Porphyr errichtet. Der Brunnen ist eine Station des Goethewanderweges Ilmenau-Stützerbach. Die Verknüpfung der Goethe-Thematik mit einem bildhauerischen Werk in der Formensprache des Bauhauses ist – zumindest bei einer „Art Goethedenkmal“ als denkmalgeschützter Anlage – einmalig.

## Geschichtliches

### Goethes letzte Reise

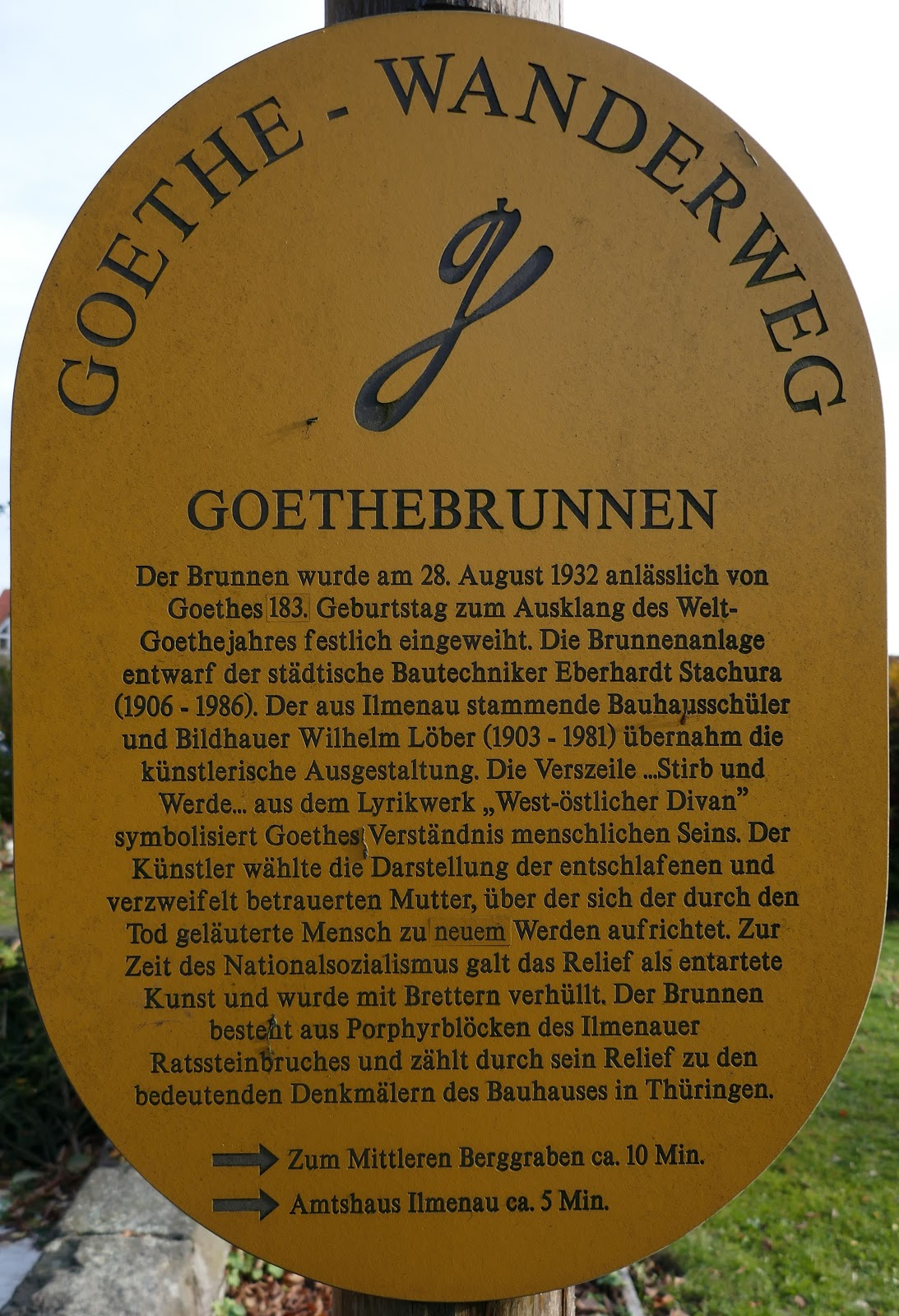
Wanderwegschild rechts vor der Brunnenanlage.

Zur Feier seines 82. Geburtstages unternahm Goethe mit seinen beiden Enkeln vom 26. bis zum 31. August 1831 seine 28. und letzte Reise in das Amt Ilmenau, die damalige Exklave des Weimarer Großherzogtums. Die Feierlichkeiten am 28. August mit Ilmenauer Huldigungen und fürstlichen Glückwünschen aus Weimar waren der Höhepunkt des vielfältigen, auch Ausflüge in die Umgebung einschließenden Programms.
Goethe schrieb am 4. September 1831 über diese Tage an seinen Berliner Freund Zelter:

„Nach so vielen Jahren war denn zu übersehen: das Dauernde, das Verschwundene. Das Gelungene trat vor, das Mißlungene war vergessen und verschmerzt.“

### Der Brunnen und die Goethefeiern 1931 und 1932
Ein Jahrhundert nach Goethes letztem Geburtstag wurde die Anlage im Rahmen eines mehrtägigen Festes in Betrieb genommen, wobei die künstlerische Ausgestaltung noch fehlte, die erst im März 1932 ausgeschrieben wurde. Neben dem Entwurf Wilhelm Löbers wurde noch ein zweiter mit einer Goetheplastik eingereicht. Der Ilmenauer Wohlfahrtsausschuss entschied sich am 9. Mai 1932 einstimmig für den ersteren, der im Mai und Juni ausgeführt und zum Teil aus privaten Spenden bezahlt wurde. Am 28. August 1932 erfolgte die Einweihung der Anlage, ein Höhepunkt der Festlichkeiten zum Ilmenauer Abschluss des Weltgoethejahrs 1932.

### Die NS-Zeit
Am 28. März 1933 fand im Ilmenauer Rathaus eine Aussprache informatorischer Art statt, bei der seitens der Nationalsozialisten die einstimmige Entscheidung des städtischen Wohlfahrtsausschusses von 1932 zu Gunsten des Löber'schen Entwurfs hinterfragt und missbilligt wurde. Der von den Nationalsozialisten anstelle des gewählten Bürgermeisters eingesetzte Staatskommissar schrieb Ende Mai 1933 an Wilhelm Löber, dass dessen Relief entfernt werden müsse, ohne aber eine Vernichtung zu verlangen. Dem war eine polemische Bewertung aus dem Reichsverband bildender Künstler Deutschlands, dem das Relief als entartet galt, und eine aufgebrachte, ironische Antwort Löbers vorangegangen.
Letztlich wurde das Relief oberhalb der Goethe-Zitats mit Brettern verschalt, die porphyrfarben gestrichen waren. Die Funktion des Schöpfbrunnens blieb erhalten. Dieser Kompromiss wurde offenbar von Eberhard Stachura erwirkt, der als städtischer Bautechniker die Brunnenanlage von 1931 konzipiert hatte. Ein anderes, später explizit als entartet eingestuftes Denkmal hatte Wilhelm Löber bereits 1930 für das Wohngebiet Vogelweide in Halle geschaffen, wo er damals an der Kunsthochschule Burg Giebichenstein zur Meisterklasse für Plastik von Gerhard Marcks gehörte. Dieses Walther-von-der-Vogelweide-Denkmal wurde nach einer Flut von nationalsozialistischen Verunglimpfungen 1937 als untragbar vollständig abgerissen.

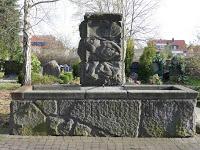
Der Schöpfbrunnen und darüber das Relief.

### Nach dem Zweiten Weltkrieg
Die von ihrer Verschalung befreite Anlage wurde im Laufe der Nachkriegsjahre mehrfach ausgebessert. Zeitweise waren die undicht gewordenen Wasserbecken leer. In einem Zeitungsartikel hieß es 1991: „Heute kann der Brunnen nur noch als funktionslose Ruine (da nicht mal mehr Wasser darin ist) bezeichnet werden.“
Die Unterschrift zum beigefügten Foto endete mit:
„… heute tief im Dornröschenschlaf: Der Ilmenauer Goethebrunnen.“
Wilhelm Löber hatte in einer Korrespondenz mit dem Ilmenauer Heimatforscher Fritz Barth die Überarbeitung von Relief und Schriftzug versprochen, konnte sie aber vor seinem Tod nicht mehr realisieren. Eine immer wieder verschobene Generalsanierung der Anlage erfolgte erst 1995. Danach wurde der Brunnen unter Denkmalschutz gestellt und in den Goethewanderweg einbezogen. Das Wanderwegschild wurde 2008 erneuert (siehe Bild) mit einem Text, der auf den Ilmenauer Stadtwegewart und Ehrenbürger G. Lacroix zurückgeht und zu dem auch das Ilmenauer GoetheStadtMuseum beitrug. Die Ausschilderung für den Goethewanderweg wurde 2017 aktualisiert.

## Wilhelm Löber, sein Lehrer Gerhard Marcks und sein Relief
1903 in der Rhön geboren, kam Wilhelm Löber 1912 nach Ilmenau, wohin sein Vater als Pfarrer gewechselt hatte. Nach dem Abitur im Jahre 1922 an der Goetheschule machte er unter anderem von 1923 bis 1926 an der von Gerhard Marcks geleiteten Dornburger Töpferwerkstatt des Bauhauses Weimar eine Lehre mit dem Abschluss als Geselle. Von 1923 bis 1925 hatte er außerdem eine Ausbildung als Holz- und Steinbildhauer in der Bildhauerei des Bauhauses unter dem Bildhauer Josef Hartwig.
1929–1932 war er Meisterschüler von Marcks in der Klasse für Plastik an der Halleschen Kunsthochschule Burg Giebichenstein. Dorthin war der Professor nach dem Ende des Weimarer Bauhauses 1925 einem Ruf gefolgt, und ab 1928 leitete er diese Einrichtung, bis er 1933 von den Nationalsozialisten entlassen wurde. Er zog sich mit seiner Frau bis 1945 nach Niehagen auf dem Fischland zurück, wo seit 1932 das Ehepaar Löber im benachbarten Althagen wohnte. (Beide Dörfer gehören heute zu Ahrenshoop).

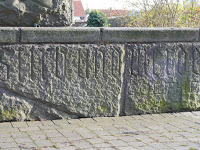
Frontseite des Schöpfbrunnens mit dem Goethe-Zitat.

Die Keramikerin Marguerite Friedlaender, die 1925 mit Marcks nach Halle gegangen war, schrieb dazu, dass dort die „Burg“ eine „eigentliche Besserung der Idee des Bauhauses“ wurde. In seinem Beitrag Der Weg ins Bauhaus und wieder hinaus. Gerhard Marcks und sein Kreis zum Katalog einer Marcks-Ausstellung zitiert der Mit-Herausgeber Arie Hartog vom Gerhard-Marcks-Haus Bremen die Sicht von Marcks aus einem Brief von 1975 zur Bauhaus-Idee, „daß es 2 Bauhäuser gab, die wenig miteinander zu tun haben“. Das eine fand unter der Devise „Kunst und Technik eine neue Einheit“ (Gropius 1923) in Dessau seine Fortsetzung. Die Idee des anderen, die ursprünglich dominiert hatte und eine individuelle künstlerische Entwicklung auf handwerklicher Grundlage beinhaltete, wurde u. a. in Halle weitergetragen.
Das Ende des Textes auf dem Wanderwegschild am Brunnen (siehe Bild), wonach dieser „durch sein Relief zu den bedeutenden Denkmälern des Bauhauses in Thüringen“ gehört, ist auch in diesem Licht zu sehen. Löber schrieb später in seinen persönlichen Aufzeichnungen:

„Das Bauhaus hat mich grundlegend geprägt. … Alles, was ich meinen Schülern … mitgeben konnte, hat mir Marcks beigebracht.“

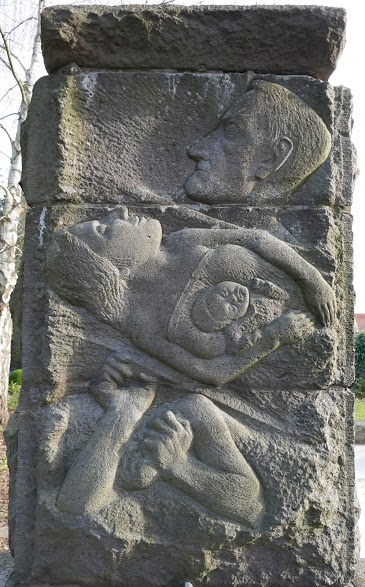
Wilhelm Löbers Relief über dem Schöpfbrunnen.

Zu einer Kritik seiner Arbeit am Goethebrunnen, die ihm von der Ilmenauer Stadtverwaltung weitergereicht wurde, schrieb er am 12. Januar 1933 u. a.:

„Wenn das was der Kritiker tadelt wirklich Fehler wären, so hätte Prof. Marcks, einer der besten Bildhauer Deutschlands, die Arbeit nicht gelobt und nicht sehr gut gefunden, wie er es getan hat.“

In dieser Kritik wird Löber eine Fehlinterpretation des Stirb und werde unterstellt: Goethe habe dabei keineswegs an die Höherentwicklung des Menschen durch aufeinander folgende Geschlechter gedacht, wie es ... in der Plastik ausgesprochen worden ist. Vielmehr habe er damit sagen wollen, "dass der aufwärts strebende Mensch zu der Erkenntnis kommen muss, dass er noch nicht auf dem rechten Weg ist. Goethe läßt ihn bildlich sterben, in Wirklichkeit aber mit neuer Kraft, auf den bisherigen Lebenserfahrungen fußend einem höheren Ziel zustreben."
Löber hat diese modifizierte Interpretation jedoch ebenfalls gesehen und im Zusammenhang mit seinem Entwurf geschrieben: „Wer sich vor solchem Streben scheut, wer der Anspannung der Kräfte nicht die Abspannung folgen lassen kann, der kann sich nicht mehr entwickeln, der kann nichts mehr werden, ...“ Zu der dann realisierten, für einen Friedhof näher liegenden Variante schrieb er im Anschluss: „Die Mitte des Entwurfs zeigt die entschlafene Mutter, darunter der verzweifelte, im Schmerz ersterbende Mann, darüber richtet sich der durch den Tod geläuterte Mensch zu neuem Werden auf. Das ist ein uraltes volkstümliches Motiv, das besonders in deutschen Ländern in hunderten von Reliefs gestaltet worden ist in den Jüngsten Gerichten des Mittelalters.“
Wie der Löber-Biograf Hartmut Gill schreibt, „war das Kunstwerk von Anfang an umstritten. Es war modern und entsprach nicht den konservativen traditionellen Vorstellungen der Allgemeinheit.“ Hinzu kam und kommt, dass das Gedicht Goethes mit „der berühmten Sentenz ‚Stirb und werde!‘ zu seinen schwierigsten Werken“ zählt. Eingebunden in das Buch des Sängers aus dem West-östlichen Divan, kommt darin, so Gert Ueding, „eine Lebenshaltung zum Ausdruck, die unsere gewöhnlichen Vorstellungen von Tod und Leben verkehrt, indem sie das Sterben zur Bedingung des Lebens macht.“ Und weiter: „Dieses: ‚Stirb und Werde!‘ bedeutet ja eine unerhörte Zumutung: die Aufforderung, das Leben wirklich daran zu setzen, in der Furcht des Todes so zu erzittern, daß alles Dasein wie aufgelöst ist,…“
„Ein ernster und herber Zug liegt über dem Gesamtschaffen, ja fast über jedem einzelnen Werk des Bildhauers Wilhelm Löber“. So heißt es in einem ausführlichen Artikel des Kunsthistorikers Oscar Gehrig über ihn. In besonderem Maße gilt das für seine Relief-Darstellung am Ilmenauer Brunnen zu dem darunter auf die ganze Länge des Schöpfbeckens in Stein gehauenen Goethe-Zitat.
Anlass zu dieser Darstellung Löbers war der Tod seiner Schwägerin Ella Lüttich-Etzrodt im März 1932. Dies ist verbildlicht in der „entschlafenen, verzweifelt betrauerten Mutter“ im Text auf dem Wanderweg-Medaillon (siehe Bild). Für die Familie Etzrodt schrieb Wilhelm Löber ein dreiseitiges Typoskript  „GOETHEWORTE zur Erklärung des Reliefs am Ilmenauer Goethebrunnen“, vor allem auch „über den Wert der dunklen Seite im Leben.“
Bereits in der Korrespondenz von 1932 mit der Ilmenauer Stadtverwaltung zu seinem Entwurf hat Wilhelm Löber das Goethe-Zitat ausführlich kommentiert, wobei aber die im Relief Dargestellten anonym blieben. Nur der Familie und engen Freunden sowie den nationalsozialistischen Korrespondenzpartnern von 1933, als es um die Entfernung des Reliefs ging, teilte er das persönliche Erleben mit, das wenige Tage darauf zu seinem eingereichten Entwurf führte. Die Defizite bei der Information Außenstehender haben zu Unverständnis und Missverstehen beigetragen.
Vertiefende Darstellungen bieten die Broschüre von Kathrin Kunze (siehe unter 5.: Literatur) sowie die Online-Publikation. Sie entstanden im Zusammenhang mit einer Ausstellung anlässlich des 100. Jubiläums der Bauhaus-Gründung 1919, in deren Katalog der Goethebrunnen ebenfalls eingehend behandelt wird.

## Ergänzungen
Die Anlage (Flurstück 878/1 der Ilmenauer Flur 9) ist laut Schreiben des Thüringischen Amtes für Denkmalpflege vom 16. Juni 1995 denkmalgeschützt. Der Brunnentrog hat eine Fläche von 0,8 m × 3,3 m und das hintere Becken 5 m × 6 m. Letzteres ist während der Saison mit Goldfischen besetzt und mit Seerosen bepflanzt.
Lange vor dem Goethebrunnen auf dem Friedhof gab es bei Ilmenau einen mit Bänken ausgestatteten "Goetheplatz mit Goethebrunnen" oberhalb der Bundesstraße 4 in Richtung Manebach – im Waldgelände gegenüber der Einfahrt zum heutigen Hammergrund-Stadion. Die Anlage ist 1877 eingeweiht und 4 Jahre danach durch ein Bronze-Reliefbild Goethes am Mauerwerk über dem Brunnen ergänzt worden. Sie wurde bis zur Mitte des 20. Jahrhunderts in Stand gehalten, ist jedoch seither – ebenso wie der am Steilhang verlaufende Zugang dorthin vom ehemaligen "Felsenkeller" aus – weitgehend verfallen.